# 7333 Bec-Borsenberger
7333 Bec-Borsenberger è un asteroide della fascia principale. Scoperto nel 1987, presenta un'orbita caratterizzata da un semiasse maggiore pari a 2,5802243 UA e da un'eccentricità di 0,1865522, inclinata di 8,83435° rispetto all'eclittica.